# Noccaea epirota
Noccaea epirota är en korsblommig växtart som först beskrevs av Eugen von Halácsy, och fick sitt nu gällande namn av Friedrich Karl Meyer. Noccaea epirota ingår i släktet backskärvfrön, och familjen korsblommiga växter. Inga underarter finns listade i Catalogue of Life.